# 3524 Schulz
3524 Schulz è un asteroide della fascia principale. Scoperto nel 1981, presenta un'orbita caratterizzata da un semiasse maggiore pari a 2,6168004 UA e da un'eccentricità di 0,1269372, inclinata di 13,04800° rispetto all'eclittica.